# Marek Wittbrot
Marek Samuel Wittbrot, né en 1960 à Polanów, est un prêtre catholique polonais membre des Pallottins. Il est journaliste, photographe, auteur de textes consacrés à la littérature et à l'art contemporain. Il est présent comme aumônier des milieux artistiques, militant de la Polonia en France.

## Biographie
Marek Wittbrot est né le 16 septembre 1960 à Polanów en Poméranie occidentale dans le district de Koszalin. Il fait des études de philosophie et de théologie au Grand séminaire de Ołtarzew et à la Faculté de théologie catholique de Varsovie (aujourd'hui Université Cardinal-Stefan-Wyszyński). Il est ordonné prêtre le 7 mai 1988 à Ołtarzew. Après deux années comme vicaire à Radom, il part en octobre 1990 pour la France, où il s'établit.

## Activités
Marek Wittbrot est de 1991 à 1999 rédacteur en chef du mensuel catholique publié à Paris Nasza Rodzina (1991-1999). Il est ensuite rédacteur en chef du magazine Internet Recogito (www.recogito.pologne.net) et, depuis 2014, du magazine en ligne francophone Re / cogito (recogito.eu). Il a collaboré avec de nombreux périodiques : W drodze, Tygiel Kultury, Czas Kultury et Topos. Il publie également dans le trimestriel Bliza. Il a publié des articles dans des revues telles que Azymut, Forum für osteuropäische Ideen- und Zeitgeschichte, Gazeta Wyborcza, Latarnia Morska, Powściągliwość i Praca, Studia Ekonomiczno-Społeczne, Undergrunt, Zeszyty Literackie. ainsi que dans des recueils collectifs de publications scientifiques et dans des albums et catalogues consacrés à l'art. Dans les années 1990-2005, il s’intéresse à la photographie et expose ses photographies, notamment à l’Atelier Visconti de Paris (1998), au Musée du cinéma de Łódź 1999 (1999), à la Maison de la Bretagne de Poznań (2000), à la Galerie Perspectives à Paris (2001) et à l’Espace Urbanowicz de Montmorency. (2004/2005). 
Marek Wittbrot est cofondateur et membre de la Société des amis de Powściągliwości i Pracy et membre de l'Association professionnelle des journalistes de l'information religieuse (1992-1999). Depuis 1994, il fait partie de la Fédération internationale des journalistes.
Pendant le séjour de Czesław Miłosz à Paris en 1997, il fait une série de photos du poète avec le sculpteur Michel Milbergerem.
Il a mené des entretiens avec diverses personnalités comme :
- le professeur Mieczysław Gogacz, "Świadectwo rzeczywistości", (disponible Recogito z czasopisma alumnów WSD w Ołtarzewie "Nasz Prąd", 1984 r.)

- le professeur en obstétrique  Włodzimierz Fijałkowski "Droga życia", (disponible Recogito z czasopisma alumnów WSD w Ołtarzewie "Nasz Prąd", 1985 r.

- l'écrivain Jan Józef Szczepański, "Wartość literatury polega na jej rozmaitości", (disponible Recogito z czasopisma alumnów WSD w Ołtarzewie "Nasz Prąd", 1985 r.)

- le philosophe et théologien Józef Tischner, "Samotność to swoboda ducha", (disponible Recogito z czasopisma alumnów WSD w Ołtarzewie "Nasz Prąd", 1985 r.)

- l'écrivain Stefan Kisielewski, "Absurd trwać może", (disponible Recogito z czasopisma alumnów WSD w Ołtarzewie "Nasz Prąd", 1986 r. )

- l'écrivain Paweł Hertz, "O refleksji i medytacji", Varsovie, 1986 r., publié en 2001 in Recogito

- Lech Wałęsa w 1987 roku, "Wiara i czyn", (disponible : Recogito z czasopisma alumnów WSD w Ołtarzewie "Nasz Prąd", 1987 r.)

- le dessinateur Marek Rudnicki, "Braterstwo", Paris 1995 r., publié en 2005 in Recogito

- l'artiste Artur Majka, "Człowiek", Paris 1999, publié dans le mensuel, disponible Recogito 2002.

- l'écrivain et poète Cezary Dobies, "Materia wiersza", Paris 2004, in Recogito

- l'écrivaine et poétesse Teresa Tomsia, "Poszukując miary", Paris,  juillet 2006 Recogito

- l'artiste Paweł Jocz dans les années 1999 - 2008 in Recogito.

- le poète Maciej Niemec "Ciemność jest bardziej podstawowa" in Recogito

- le père Piotr Roszak (pl), "Sub ratione Dei", in Recogito

En 2010 il publie avec Paweł Huelle Rozmowy nad Mołtawą, Sekwaną i Wezerą. 
Depuis 2014, avec Artur Majka, Piotr Roszak et la galerie parisienne Roi Doré, il dirige la collection Recogito.
Il perpétue l’œuvre et la mémoire de Józef Sadzik et du Centre du Dialogue créé à son initiative en 1973. Il a édité dans la collection "Recogito" aux Éditions yot-art un recueil de poèmes de Józef Sadzik "Wiersze", Éditions yot-art: Recogito, Paryż  2015